# Valahol Európában (musical)
A Valahol Európában Radványi Géza azonos című filmjének musical-változata Horváth Péter rendezésében, ami a második világháborúban elveszett, árva gyermekekről szól. Ősbemutatója 1995-ben, a második világháború véget értének ötvenedik évfordulójának alkalmából, a Fővárosi Operettszínházban volt.

## Történet
A második világháború végén zajlanak az események. A színpadi átirat mégsem a háború borzalmairól, hanem inkább a világ elembertelenedéséről szól elsősorban.
A háború romjai között egy fiatal kisfiú, Kuksi, édesapja utolsó mondatát mondja: „Nem szabad félni!”. Az Állami Javítóintézetet is szétbombázták, a találatot túlélt fiatal fiúk elveszve, csapatba rendeződve próbálják túlélni a háború viszontagságait. A hangadó Ficsúr, Szeplős és vezérük, Hosszú befogadják maguk közé Kuksit is. Időközben találkoznak egy másik gyereksereggel is, vezetőjük Suhanc, aki ekkor még titkolni próbálja, hogy lány. Az eleinte nehézkes elfogadást követően rájönnek, hogy csak együtt vészelhetik át ezt a háborgó, vészterhes időszakot.
Úgy segítenek magukon, ahogy tudnak, hogy legyen mit enniük, inniuk. Ezért az elárvult gyerekeket, akiket csavargóknak neveznek, a hatóság kezdi el hajszolni. Mindeközben lassacskán a két csapat vezetője között vonzalom alakul ki.
Találnak egy elhagyatottnak tűnő birtokot, de ott az egykori karmester és zeneszerző, Simon Péter lakik. A kölcsönös bizalmatlanságból végül bizalom lesz a gyerekek és a ház ura között. Megtanítja őket a zene fontosságára és szeretetére („A zene, az kell”). Azonban eddigre a hadsereg és statárium a nyomukra akad, néhányan fogságba is esnek. A kastélynál harc alakul ki, de a gyerekek felveszik a kesztyűt. Simon Péter szinte az utolsó pillanatban egy nem sokkal azelőtt intézett ajándékot ad a gyerekeknek, amivel egyben életüket is megmenti. Ellenben ez már nem segít Kuksin, aki halálos sérülést szerez és nem érheti meg az annyira várt reményteli holnapot.

## Szerzők
- Zeneszerző: Dés László
- Dalszöveg:  Nemes István
- Szövegkönyv: Böhm György, Korcsmáros György, Horváth Péter

A musical-adaptáció Radványi Géza és Balázs Béla azonos című filmje alapján készült.

## Szereplők
- Simon Péter
- Hosszú
- Suhanc /Éva/
- Ficsúr
- Kuksi
- Szeplős
- Csóró
- Sutyi
- Professzor
- Pötyi
- Egyenruhás
- Tanító
- Leventeoktató
- Tróger
- Sofőr
- Paraszt
- Ember
- Férfi
- Valaki
- Másik

## Dalok
1. Prológ + Kuksi dala
2. Dal a staubról
3. Leventedal
4. Gyerekjáték
5. Ficsúr dala
6. Vándorlás
7. Éva dala
8. Fosztogatás
9. Fontos, hogy rend legyen
10. Halotti ének, fohász
11. Vándorlás (csak zene)
12. Valahol Európában (Simon Péter dala)
13. Orgia
14. Hosszú és Suhanc szerelmi kettőse
15. A zene
16. Mi leszek ha nagy leszek?
17. Hosszú dala
18. Kuksi halála
19. Finálé (Föld anya...)

## Eredeti szereposztás[6]
- Simon Péter: Haumann Péter / Kulka János / Forgács Péter (szerepátvétel)
- Hosszú: Buch Tibor / Nyári Zoltán
- Éva: Tunyogi Bernadett / Szinetár Dóra
- Ficsúr: Kiss Zoltán / Miller Zoltán
- Kuksi: Kazi Balázs / Pázmándi Soma / Kékesi Gábor
- Szeplős: Farkas Richárd / Kerényi Miklós Máté / Koroknyai Róbert
- Csóró: Tímár Bálint / Haumann Máté / Kiss Adrián
- Sutyi: Arany Tamás / Posta Máté / Bánszky László
- Professzor: Szilvássy János / Szilágyi Gergely / Előd Álmos
- Pötyi: Császár Réka / Csuha Bori / Győrfi Anna
- Egyenruhás: Forgács Péter
- Tanító: Marik Péter
- Leventeoktató: Pagonyi János
- Tróger: Péter Richárd
- Szakaszparancsnok: Hollai Kálmán